# Tessa Mittelstaedt

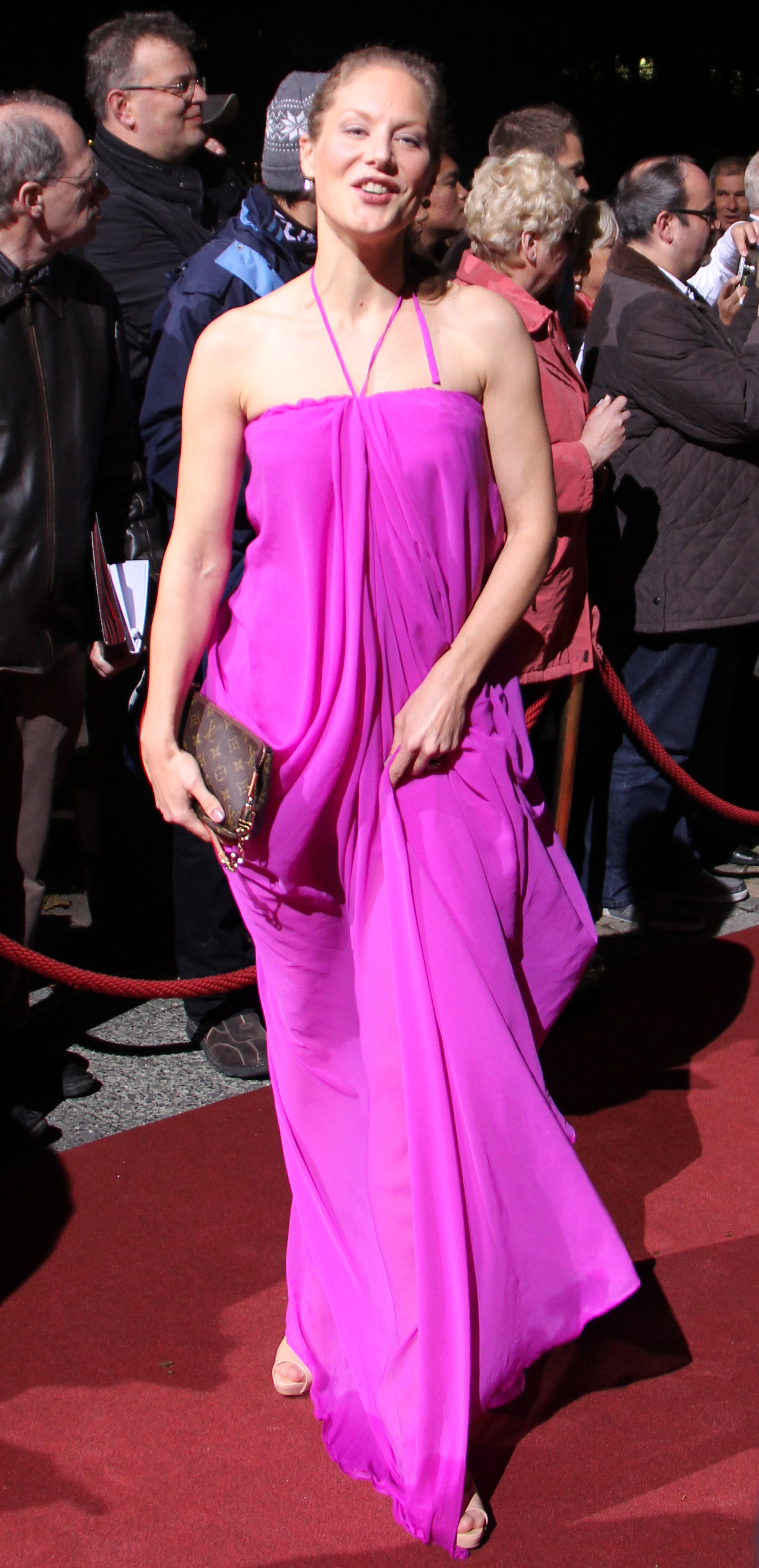
Tessa Mittelstaedt beim Hessischen Film- und Kinopreis 2012

Tessa Mittelstaedt (* 1. April 1974 in Ulm) ist eine deutsche Schauspielerin und Hörbuchsprecherin. Bekannt wurde sie unter anderem durch ihre Rolle der Franziska Lüttgenjohann im Tatort Köln an der Seite von Klaus J. Behrendt und Dietmar Bär.

## Leben und Wirken
Nach ihrer Ausbildung an der Westfälischen Schauspielschule in Bochum von 1995 bis 1999 studierte sie bei John Costopoulos Method Acting sowie in der MK Lewis Masterclass.
Verschiedene Engagements nahm Mittelstaedt am Theater wahr. So 1997 bis 1999 am Schauspielhaus Bochum, von 1999 bis 2001 am Schauspieltheater NRW Wuppertal und von 2001 bis 2006 am Staatsschauspiel Dresden. In der Spielzeit 2009/2010 war Tessa Mittelstaedt am Schauspielhaus Bochum als Karen in Eine Familie (August: Osage County) zu sehen, 2023 in der Komödie am Kurfürstendamm als Eva in Das perfekte Geheimnis nach dem italienischen Kinofilm Perfetti Sconosciuti von Paolo Genovese (deutsch von Sabine Heymann). 

### Fernsehen

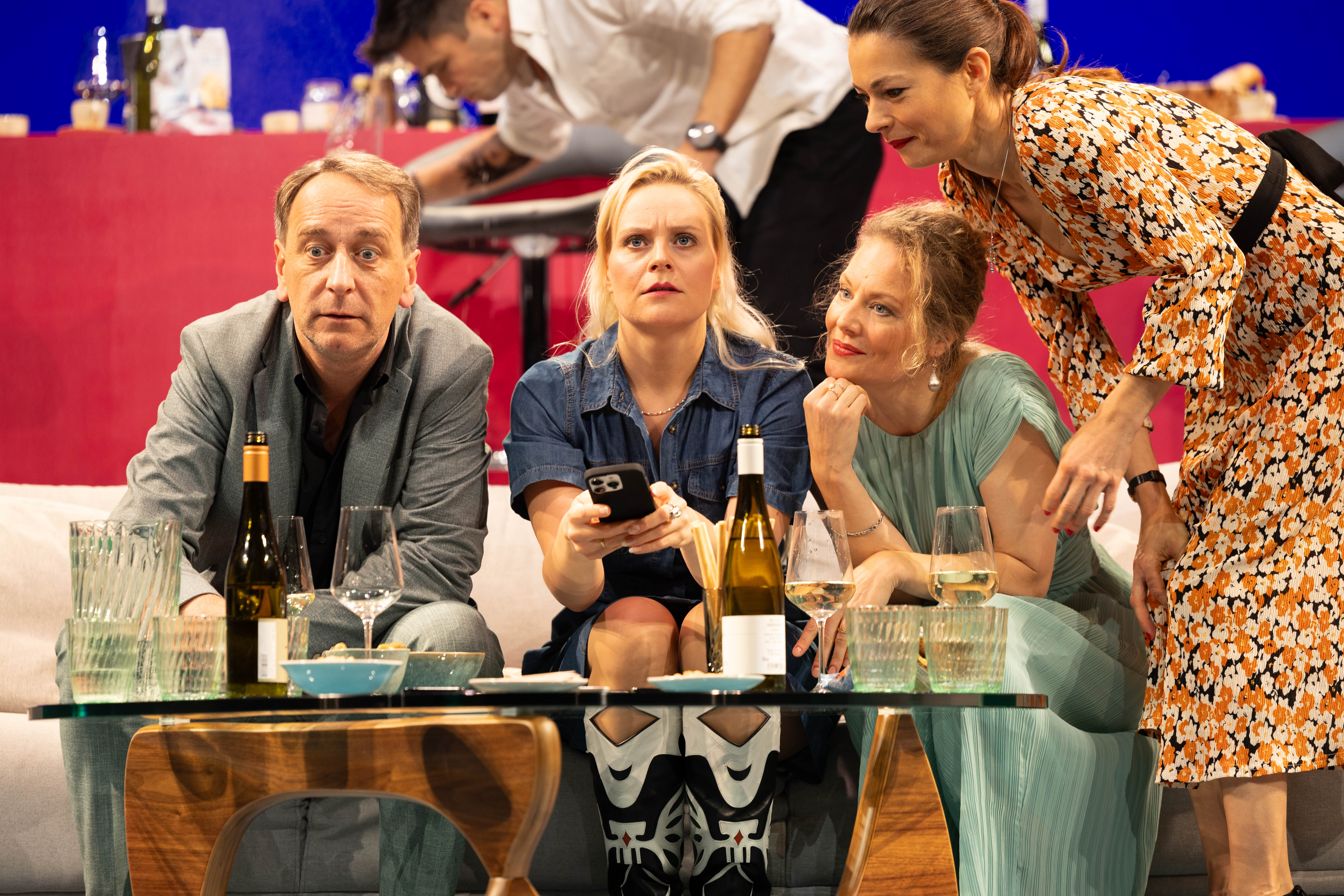
Tessa Mittelstaedt (2.v.r.) in „Das perfekte Geheimnis“, Komödie am Kurfürstendamm (2023)

Von 2000 bis 2014 spielte sie durchgehend die Rolle der Franziska Lüttgenjohann im Tatort Köln. Weitere Rollen spielte Mittelstaedt ab 2003 als Cynthia in der ZDF-Fernsehserie Der Fürst und das Mädchen, ab 2005 als Jana Holsten in der ZDF-Fernsehserie Fünf Sterne und ab November 2007 als Lilo Behringer in der 6-teiligen ARD-Fernsehserie Elvis und der Kommissar. Daneben hatte sie verschiedene Gastauftritte, unter anderem in der Fernsehserie Alarm für Cobra 11 – Die Autobahnpolizei, SOKO Wismar, Soko Stuttgart und Die Gerichtsmedizinerin. Von 2009 bis 2010 spielte sie in der ZDF-Fernsehserie Der Bergdoktor für zwanzig Folgen die Rechtsanwältin Dr. Andrea Junginger. Von 2012 bis 2016 spielte sie als Staatsanwältin Elke Rasmussen eine der Hauptrollen der ARD-Vorabendserie Heiter bis tödlich: Morden im Norden. Im November 2012 kündigte Mittelstaedt den Ausstieg aus der Tatort-Reihe an. Nach fast 13 Jahren und 43 Folgen verabschiedete sie sich mit der Ausstrahlung der Folge Franziska am 5. Januar 2014 aus der Krimireihe. Wegen besonderer Brutalität durfte dieser Tatort erstmals erst nach 22:00 Uhr gesendet werden.
Tessa Mittelstaedt lebt in Berlin-Pankow, sie hat einen Sohn und eine Tochter. Sie ist seit 2010 mit dem Schauspieler Matthias Komm liiert.

## Filmografie (Auswahl)
- 1999–2005: Alarm für Cobra 11 – Die Autobahnpolizei (Fernsehserie, verschiedene Rollen, 2 Folgen)
- 1999: Tatort: Kinder der Gewalt (Fernsehreihe)
- 2000–2013: Tatort → siehe Ballauf und Schenk
- 2003–2007: Der Fürst und das Mädchen (Fernsehserie, 34 Folgen)
- 2005–2008: Fünf Sterne (Fernsehserie, 33 Folgen)
- 2006: Hilfe, meine Tochter heiratet
- 2006–2019: SOKO Wismar (Fernsehserie, verschiedene Rollen, 2 Folgen)
- 2007: Elvis und der Kommissar (Fernsehserie, 6 Folgen)
- 2008–2011: Küstenwache (Fernsehserie, verschiedene Rollen, 2 Folgen)
- 2008: Polizeiruf 110: Wolfsmilch (Fernsehreihe)
- 2008: Die Gerichtsmedizinerin (Fernsehserie, Folge Der Idiot)
- 2009: Woche für Woche
- 2009: SOKO Köln (Fernsehserie, Folge Doppelgrab)
- 2009–2022: SOKO Stuttgart (Fernsehserie, Folgen Die kleine Zeugin, In Stein gemeißelt)
- 2009–2011: Der Bergdoktor (Fernsehserie, 24 Folgen)
- 2009–2016: Die Rosenheim-Cops (Fernsehserie, verschiedene Rollen, 2 Folgen)
- 2009–2020: SOKO Leipzig (Fernsehserie, verschiedene Rollen, 2 Folgen)
- 2010: Tom Atkins Blues (Kino)
- 2010: Der letzte Bulle (Fernsehserie, Folge Ein Stern über Essen)
- 2011: Tage, die bleiben (Kino)
- 2011: Emilie Richards: Der Zauber von Neuseeland (Fernsehreihe)
- 2012: Stubbe – Von Fall zu Fall: Begleiterinnen (Fernsehreihe)
- 2012: Notruf Hafenkante (Fernsehserie, Folge Das 1 × 1 des guten Tons)
- 2012–2016: Heiter bis tödlich: Morden im Norden (Fernsehserie, 49 Folgen)
- 2013: Der blinde Fleck (Kino)
- 2015: SOKO München (Fernsehserie, Folge Carmen)
- 2015: Weak Heart Drop (Kino)
- 2016: Die Rosenheim-Cops (Fernsehserie, Folge Tödliche Versuchung)
- 2016: Der Staatsanwalt (Fernsehserie, Folge Das verfluchte Haus)
- 2017: Der Lehrer (Fernsehserie, Folge Paula mehr Popo)
- 2017–2022: Letzte Spur Berlin (Fernsehserie, verschiedene Rollen, 2 Folgen)
- 2017: Das Traumschiff: Uruguay (Fernsehreihe)
- 2018: In aller Freundschaft – Die jungen Ärzte (Fernsehserie, Folge Große und kleine Helden)
- 2018: Tatort: Schlangengrube
- 2018: SOKO München (Fernsehserie, Folge Feuerland)
- 2019: Frühling: Sand unter den Füßen (Fernsehreihe)
- 2019: Lena Lorenz: Ein neuer Anfang (Fernsehreihe)
- 2019: Cecelia Ahern: In deinem Leben (Fernsehreihe, Zweiteiler)
- 2019: In aller Freundschaft (Fernsehserie, Folge Liebestrunken)
- 2020: Tatort: Funkstille
- 2021: Stubbe – Von Fall zu Fall: Tödliche Hilfe (Fernsehreihe)
- 2021: Großstadtrevier (Fernsehserie, Folge Endlose Liebe)
- 2023: Praxis mit Meerblick – Rügener Sturköpfe (Fernsehreihe)
- 2023: Morden im Norden (Serienspecial, Folge Am Abgrund)
- 2024: Mein Traum, meine Geschichte (Fernsehserie, Folge Margarete Steiff)
- 2025: Der Staatsanwalt (Fernsehserie, Folge Tödliche Nähe)

## Hörbücher (als Sprecherin, Auswahl)
- Anne-Laure Bondoux, Jean-Claude Mourlevat: Lügen Sie, ich werde Ihnen glauben. Hörbuch Hamburg, Hamburg 2016, ISBN 978-3-95713-055-6.
- Ellen Berg Manche mögen's steil – (K)ein Liebes-Roman 2017 Aufbau Verlag GmbH & Co. KG, ISBN 978-3-7466-3352-7
- Dr. Yael Adler Darüber spricht man nicht – Dr. med. Yael Adler erklärt fast alles, was uns peinlich ist Argon Verlag GmbH, 2018 Droemer Verlag
- Michelle Marly Madame Piaf und das Lied der Liebe Aufbau Verlag, 2019 Aufbau Verlag GmbH & Co KG
- Edgar Rai Im Licht der Zeit, Piper Verlag, 2019 Piper Verlag
- Charlotte Link: Der Verehrer, Random House Audio 2021, ISBN 978-3-8371-5249-4 (Hörbuch-Download)
- Charlotte Link: Am Ende des Schweigens, Random House Audio 2022, ISBN 978-3-8371-5921-9 (Hörbuch-Download)
- Daniel Glattauer: Die spürst du nicht, Hörbuch Hamburg 2023, ISBN 978-3-95713-294-9 (gemeinsam mit Steffen Groth)
- Romy Fölck: Das Licht in den Birken Argon Verlag GmbH, 2024, ISBN 978-3-7324-2114-5. (Hörbuch-Download)
- 2025: Beatrix Gerstberger: Die Hummerfrauen, Hörbuch Hamburg, ISBN 978-3-8449-4136-4

## Auszeichnungen
- 1998: Ensemblepreis beim Schauspielschultreffen in München, für die Produktion Cirko
- 2002: Erich-Ponto-Nachwuchspreis